# Lithocarpus hypoglaucus
Lithocarpus hypoglaucus är en bokväxtart som först beskrevs av Hu Hsien-Hsu, och fick sitt nu gällande namn av Cheng Chiu Huang, Yung Chun Hsu och Hsien Wei Jen. Lithocarpus hypoglaucus ingår i släktet Lithocarpus och familjen bokväxter. Inga underarter finns listade.